# Proyecto HapMap
El proyecto HapMap fue un proyecto internacional creado para desarrollar un mapa de haplotipos del genoma humano, en el que poder catalogar las regiones de similitudes y diferencias genéticas entre individuos para entender mejor la relación entre el genoma y la salud humana. Se inició en octubre del año 2002 y en él colaboraron entidades investigadoras de Reino Unido, Nigeria, China, Japón, Canadá y Estados Unidos.Logró su objetivo de completar el mapa tres años después.

## Concepto de HapMap
Se conoce como HapMap el catálogo de variaciones genéticas comunes (también llamadas polimorfismos) que están presentes en la especie humana. Su contenido describe en qué consisten dichas variaciones, en qué sitios del genoma suceden y cómo se distribuyen en las diferentes poblaciones. Las variaciones más comunes son los polimorfismos de nucleótido único o SNPs (del inglés "Single Nucleotide Polymorphism"), que consisten en una variación de un único nucleótido de la secuencia. Se estima que hay alrededor de 10 millones de SNPs en el genoma humano. Su importancia se basa en que pueden estar asociados otros SNPs responsables de enfermedades o asociados a un mayor riesgo de sufrir alguna anomalía de la salud, por lo que pueden actuar como marcadores para localizar los genes responsables en las secuencias.
El proyecto HapMap pretende estudiar la gran mayoría de estos SNPs y cómo están organizados en los cromosomas. Así se podrán establecer haplotipos o regiones cromosómicas de polimorfismos asociados. Por su cercanía en el genoma tienden a heredarse de forma conjunta, porque hay una probabilidad muy reducida de que ocurran eventos de recombinación entre ellos. Seguidamente, se podrán identificar SNPs que sean marcadores exclusivos de estos haplotipos, los llamados “tagging SNPs”. Esta es la información que se publica en el HapMap.
fases de las que consta el proyecto se orientó a la identificación de un determinado número de SNPs en el genoma y finaliza cuando se publican los datos conseguidos. Hasta la actualidad, el proyecto consta de tres fases:
- Fase I (2005): se genotipó 1 SNP cada 5 kilobases, y en total se encontraron más de un millón.
- Fase II (2007): se identificaron 2 millones de SNPs además de los ya descritos en la fase I, siendo el total ahora de más de 3.1 millones.
- Fase III (2009): se identificaron 1.6 millones adicionales de SNPs aumentando el número de poblaciones analizadas de 5 a 11.

## Objetivos
El proyecto en sí no se encarga de usar esta información para relacionar los polimorfismos con enfermedades, pero sí permite que otros investigadores indaguen en el tema a partir de la información que ellos proporcionan, en los llamados estudios de asociación. A partir de los SNPs marcadores los investigadores podrán, entre otros, localizar genes implicados en condiciones de importancia clínica. Esto permite reducir la secuenciación del genoma del paciente a un número limitado de "tagging SNPs" para determinar la combinación de haplotipos que tiene el paciente en relación con la enfermedad que se desea estudiar.
La información que se recopila a lo largo del desarrollo del proyecto se hace pública en la base de datos de SNPs del NCBI una vez completada una fase. El libre acceso a la información hace que de ella puedan disponer todas las instituciones investigadoras biomédicas a nivel mundial, para hallar nuevos métodos de prevención, diagnóstico y tratamiento de enfermedades. Los objetivos principales son encontrar:
- Genes asociados a condiciones patológicas del ser humano.
- Factores genéticos que contribuyen a la variación individual en la respuesta a factores ambientales.
- Diferencias de susceptibilidad a infecciones.
- Diferentes perfiles de respuesta a fármacos.

Otro beneficio para la salud humana que puede derivar del HapMap es, por ejemplo, la personalización de los tratamientos médicos para mejorar la eficacia y reducir sus efectos adversos.

## Tecnología
del HapMap los diferentes centros de investigación emplearon diferentes tecnologías secuenciadoras:
- Third Wave Invader.
- Illumina BeadArray.
- Sequenom MassExtend.
- ParAllele MIP.
- PerkinElmer AcycloPrime-FP.
- High density oligonucleotide array.

Todas estas formas de genotipado están orientadas específicamente a la detección de SNPs y se llevan a cabo bajo estrictos controles de calidad para que la información que se libere sea de buena calidad.

## Población analizada
Muchos haplotipos son comunes para toda la población mundial, pero hay otros más prevalentes en unas poblaciones que otras. Asimismo, pueden haber surgido nuevos haplotipos de forma más reciente que se limiten a un solo grupo poblacional. Es por ello que se partió de poblaciones de diferente origen (africano, asiático y europeo). Los grupos que participaron en el análisis de las fases I y II fueron:
- 30 tríos (padres e hijo) de Nigeria.
- 30 tríos de Estados Unidos de origen europeo.
- 44 individuos sin relación genética de Japón (Tokio).
- 45 individuos sin parentesco de China (Peking).

El total de personas analizadas es de 269, de las cuales se extrajo sangre periférica. A partir de estas muestras se establecieron líneas celulares en cultivo, de las cuales se obtuvo el DNA, en ningún momento asociando una muestra a un individuo concreto.
Además de estos grupos, existen estudios que se han realizado de forma complementaria para comprobar si los resultados salen similares en otras poblaciones, siendo representativos en ese caso.
Para completar la fase III se incluyeron otros colectivos, como por ejemplo italianos y residentes norteamericanos de origen chino o sudamericano, alcanzando un número de 1184 personas de origen mucho más diverso que las fases anteriores.